# Boris Petrowitsch Scheremetew

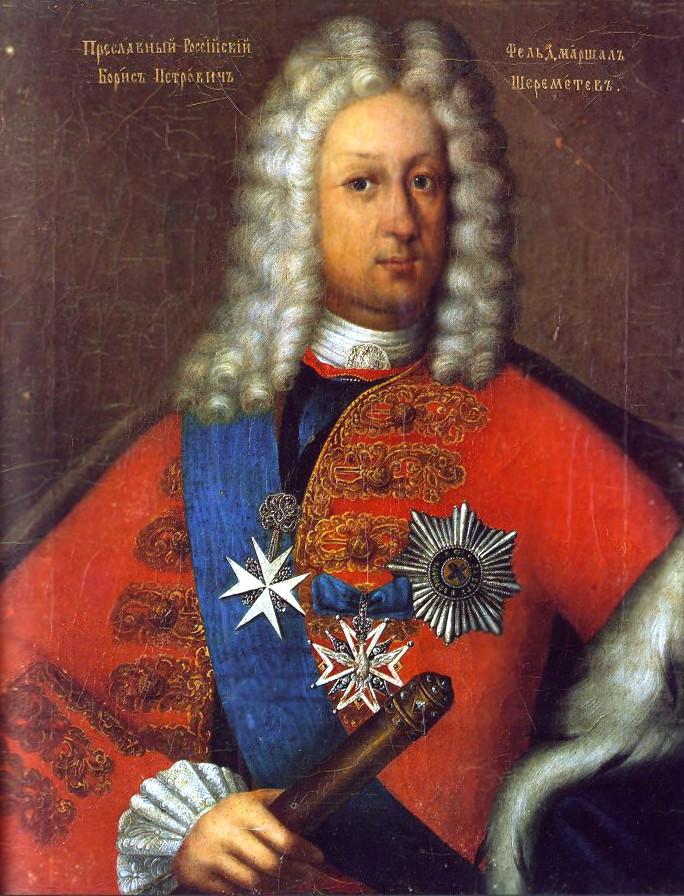
Boris Petrowitsch Scheremetew

Boris Petrowitsch Scheremetew (russisch Борис Петрович Шереметев, wiss. Transliteration Boris Petrovič Šeremetev; * 25. Apriljul. / 5. Mai 1652greg. in Moskau; † 17. Februarjul. / 28. Februar 1719greg. ebenda) war ein Generalfeldmarschall der russischen Armee unter Peter dem Großen im Nordischen Krieg.

## Leben
Im Alter von 13 Jahren wurde er zum Tafeldiener ernannt. Für seine Verdienste in der Niederschlagung des Ersten Strelizenaufstandes wurde Scheremetew als erster in Russland zum russischen Grafen erhoben und gehörte damit vorübergehend dem Bojarenstand an, bis dieser Anfang des 18. Jahrhunderts abgeschafft wurde. Er nahm teil an den Verhandlungen mit König Johann III. Sobieski von Polen, zum Friedensvertrag von 1686, und mit Kaiser Leopold I. über einen Bündnisvertrag. Nach seiner Rückkehr nach Russland erhielt Scheremetew das Kommando über die Streitkräfte in Belgorod und Sewsk, er sollte die Landesgrenze vor Überfällen der Krimtataren schützen. Der Dienst weit von Moskau erlaubte Scheremetew, sich aus dem Kampf um die Macht zwischen Zarentochter Sofia und Peter I. herauszuhalten. 1695 beteiligte er sich am Ersten Asowschen Feldzug des Zaren. Er unternahm 1697 und 1698 im Auftrag Peters eine diplomatische Reise nach Rom und Malta. 
Im Nordischen Krieg 1700–1721 zeigte er sich als erfolgreicher Feldherr, der das volle Vertrauen des Peter I. genoss. Nach der Niederlage bei Narwa wurde Scheremetew ins östliche Baltikum geschickt. 1701 besiegte er die Schweden unter General Schlippenbach in der Schlacht von Erastfer und im Gefecht bei Hummelshof. Dafür wurde ihm der Orden des heiligen Andreas und der Dienstgrad eines Generalfeldmarschalls zuerkannt.
1703 nahm er die Städte Wolmar, Marienburg und Nöteborg (Schlüsselburg), 1704 die Stadt Tartu ein. Bei der Einnahme von Marienburg (Livland) nahm er Martha Skawronskaja, die Magd des evangelischen Pfarrers Ernst Glück, gefangen. Diese wurde später als Katharina I. Zarin von Russland. Scheremetew führte in der entscheidenden Schlacht bei Poltawa, am 27. Junijul. / 8. Juli 1709greg., das Zentrum der russischen Armee. 1710 eroberte er Riga. 1711 war er Oberbefehlshaber der russischen Armee im Russisch-Osmanischen Krieg.
1712 bat er Peter I. um Erlaubnis, ein Mönch des Kiewer Höhlenklosters zu werden. Dies wurde ihm verweigert. Für die gemeinsamen Feldzüge mit dem preußischen König gegen Schweden führte 1715 Scheremetew das russische Expeditionskorps in Pommern und Mecklenburg an. 1717 kehrte er nach Moskau zurück, wo er nach einer schweren Krankheit starb.
In seinem letzten Willen hatte Boris Scheremetew darum gebeten, im Kiewer Höhlenkloster beerdigt zu werden. Peter I. befahl jedoch, ihn im Alexander-Newski-Kloster zu bestatten.